# Evangelische Kirche (Borgholzhausen)
Die Evangelische Kirche in Borgholzhausen ist die einzige Kirche der zugehörigen Kirchengemeinde im ostwestfälischen Borgholzhausen im Kreis Gütersloh. Kirche und Gemeinde gehören zum Kirchenkreis Halle der Evangelischen Kirche von Westfalen. Die Gemeinde erstreckt sich über ein Gebiet von 47,3 km² und umfasst 4.611 Gemeindemitglieder.

## Geschichte

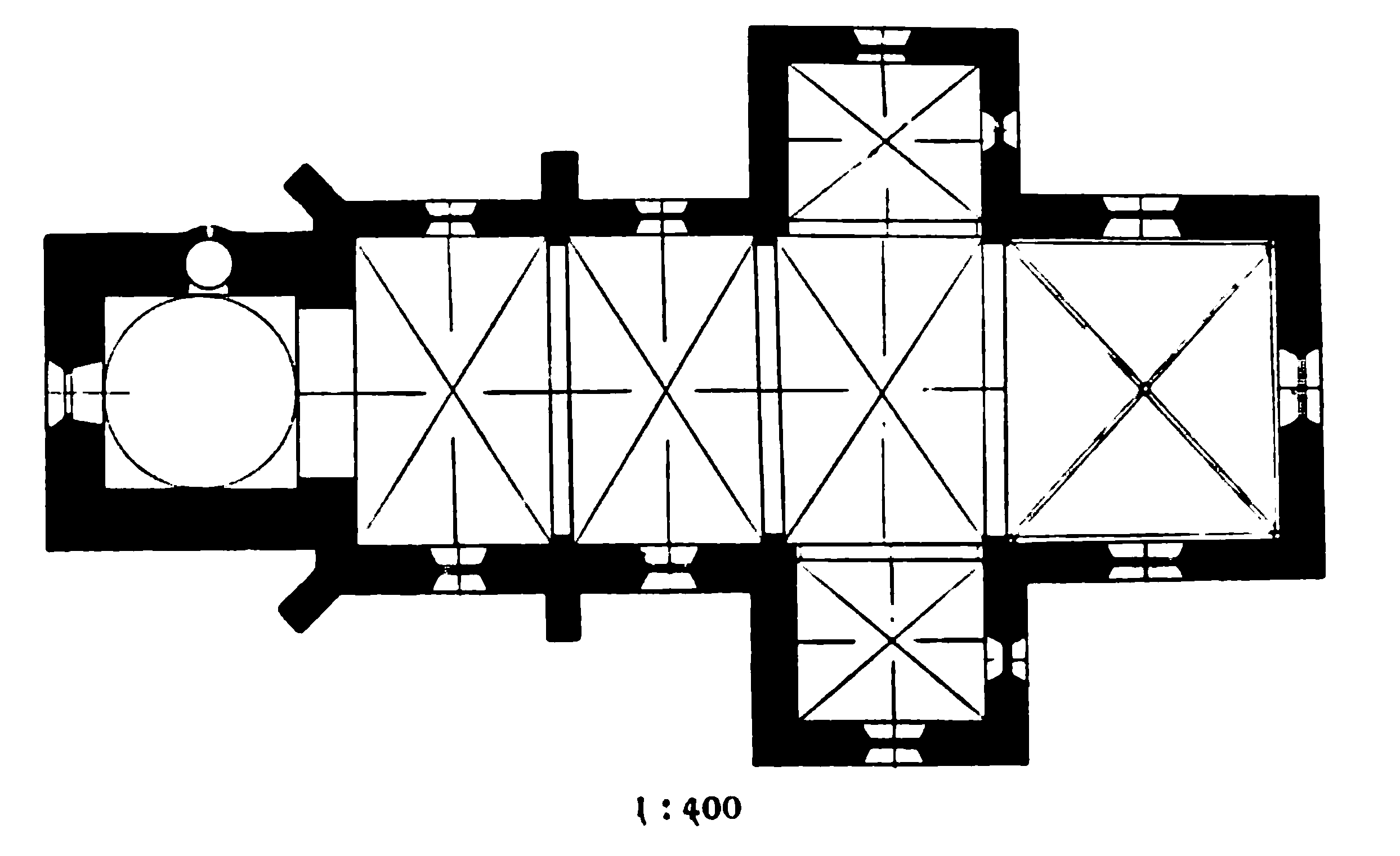
Grundriss

Die Kirche in Borgholzhausen wurde im 14. Jahrhundert als Eigenkirche der Grafen von Ravensberg errichtet. 1496 wurde die Kirche umgebaut und der Chorraum angebaut.
Am 23. April 2007 wurde ein Förderverein gegründet, zu dessen Vorsitzendem Pastor Christian Eckey gewählt wurde. Der Verein soll Spendengelder sammeln, um die marode Fassade der alten Kirche sanieren zu können. Mit der Sanierung des Außenputzes der Kirche ist im September 2009 begonnen worden.

## Ausstattung
Ein besonderes Stück ist der sogenannte steingeschnitzte Altar von 1501. Vor der Kirche steht ein Denkmal, das an die Gefallenen der Kriege zwischen 1864 und 1871 erinnert.

## Archäologischer Fund
Im Jahr 2024 wurden auf dem Dachboden der Kirche mittelalterliche Dachziegel gefunden, was sich als der bis dahin größte mittelalterliche Ziegelfund in einem westfälischen Bauwerk herausstellte.

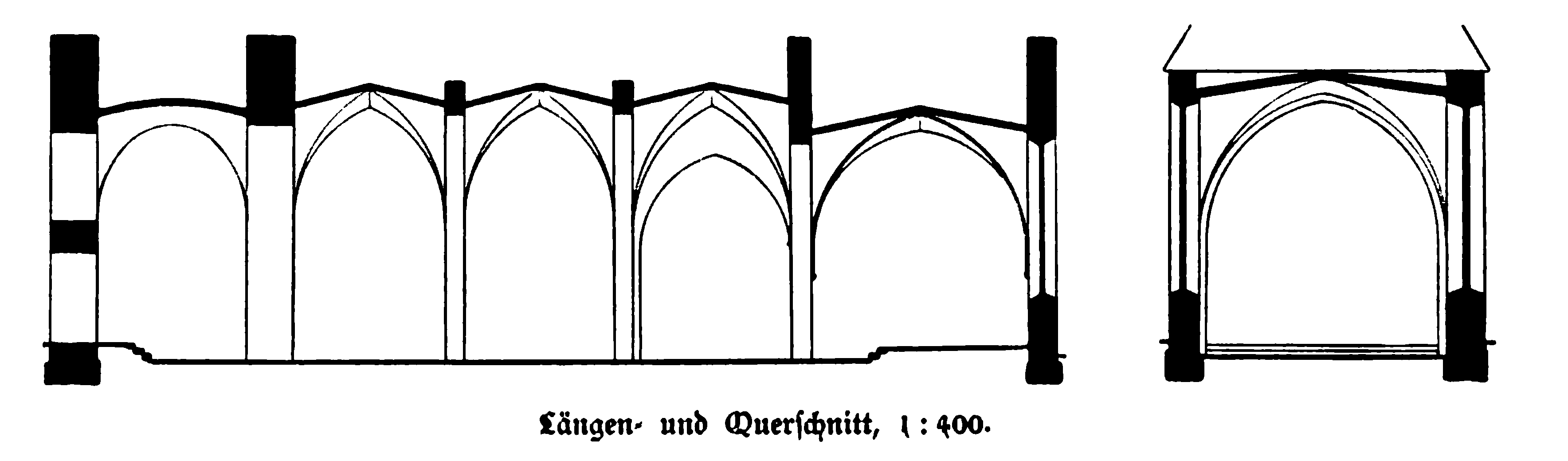
Längen- und Querschnitt
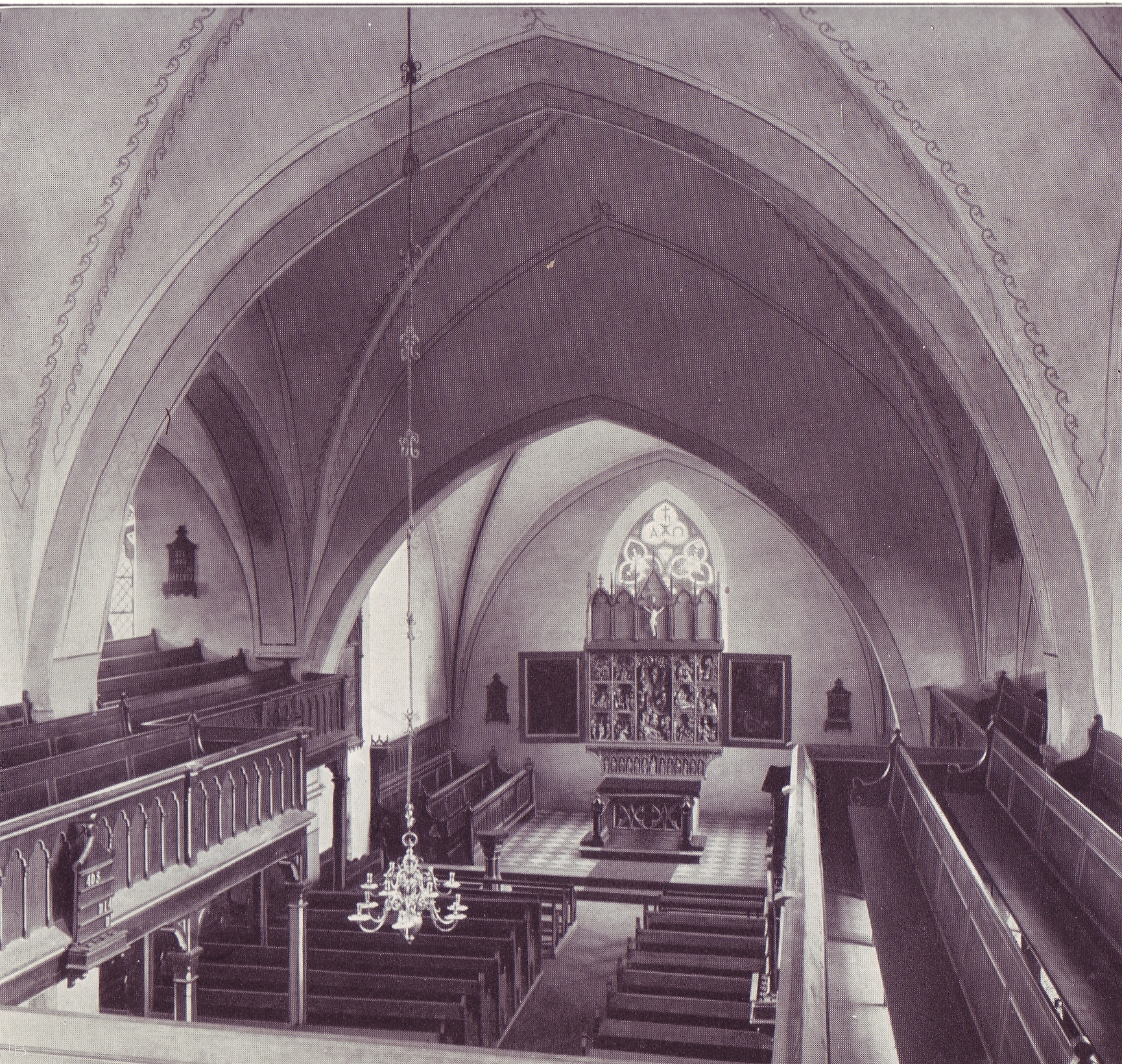
Blick zum Chor 1908
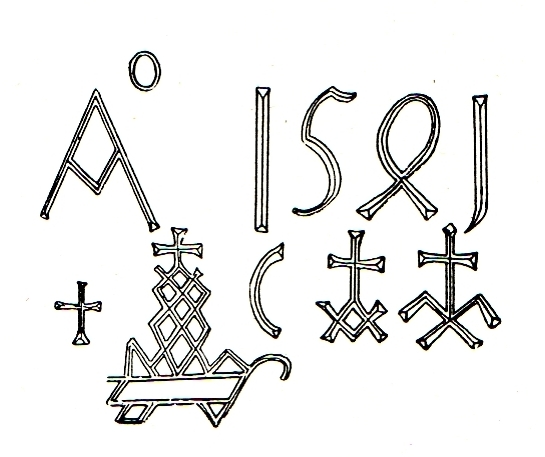
Steinmetzzeichen um 1500
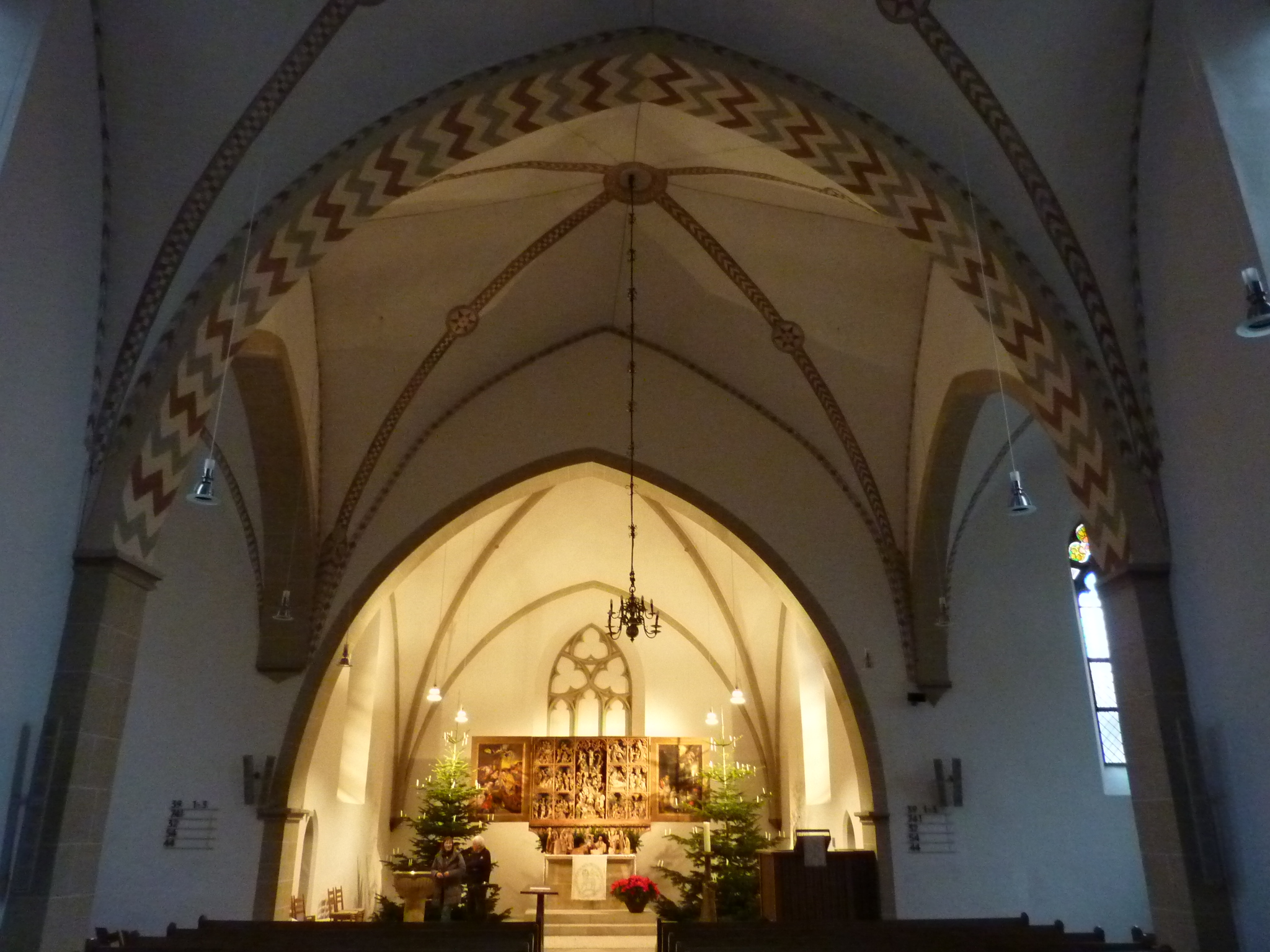
Blick zum Chor